# Чух і Сверблячка
Чух і Сверблячка (англ. Itchy & Scratchy) — персонажі однойменного мультсеріалу, пародія на мультсеріал Том і Джеррі, який транслює студія «Крастіла» в рамках передачі клоуна Красті. Мультфільм створив Роджер Маєрс старший, який спершу знімав жорстокі військові фільми, а потім переключився на мультфільми і створив студію "Чух і Сверблячка Інтернешнл". Зараз студією керує його син, бізнесмен Роджер Маєрс молодший. Головні герої — кіт та миша, які ненавидять одне одного. У кожній серії миша Чух виробляє жахливі речі з котом Сверблячкою, наприклад розрізає його лазером або дістає його серце на День Святого Валентина і дарує йому ж. Шоу вирізняється особливою жорстокістю і безліччю різноманітних варіантів смерті Сверблячки у його кінці.
Чух і Сверблячка Інтернешнл вже ставали банкрутами через те, що Барт і Ліса виявили те, що Чуха придумав не Роджер Маєрс старший, а волоцюга. Проте студія отримала гроші як компенсацію за крадіжку поштовою службою Америки одного з персонажів придуманих Роджером Маєрсом старшим.